# Jelenlegi monarchiák listája
2024-ben a világon 43 szuverén államban van monarchia, ahol a monarcha az államfő; ezek közül 13 Ázsiában, 12 Európában, 9 Amerikában, 6 Óceániában, és 3 Afrikában található.

## A monarchiák típusai
- A Nemzetközösség fogalma alá tartozik tizenöt állam, ahol III. Károly király az uralkodó: Antigua és Barbuda, Ausztrália, Bahamák, Belize, Kanada, Grenada, Jamaica, Új-Zéland, Pápua Új-Guinea, Saint Kitts és Nevis, Saint Lucia, Saint Vincent és a Grenadine-szigetek, a Salamon-szigetek, Tuvalu és az Egyesült Királyság. Ezek az országok a Brit Birodalomból alakultak át teljesen független államokká a Nemzetközösség tagjaiként, és megtartották ugyanazt a királyt államfőként. Mind a tizenöt állam alkotmányos monarchia és teljes demokrácia, ahol a király (vagy az ő képviselője) jogilag széleskörű prerogatívákkal rendelkezik, de jórészt ceremoniális szerepet tölt be.
- Más európai alkotmányos monarchiák közé tartozik Andorra, Belgium, Dánia, Luxemburg, Hollandia, Norvégia, Spanyolország és Svédország, amelyek mind teljes demokráciák, ahol az uralkodó szerepe korlátozott, jórészt vagy teljesen ceremoniális. Andorra egyedülálló az összes létező monarchia között, mivel diarchiát gyakorol, ahol a közös hercegséget Franciaország elnöke és az Urgelli püspök osztja meg. Ez a rendszer egyedülálló helyzetet teremt a monarchiák között, mivel:
  - egyik közös herceg sem Andorrából származik,
  - az egyik herceget egy másik ország (Franciaország) polgárai választják, de az andorraiak nem szavazhatnak a francia elnökválasztásokon,
  - a másik herceget, az Urgelli püspököt egy külföldi államfő, a pápa nevezi ki.
- Európai vegyes monarchiák közé tartozik Liechtenstein és Monaco, amelyek alkotmányos monarchiák, de a herceg számos hatalmat megőrzött, amelyek egy abszolút monarchát illetnek. Például a 2003-as alkotmányos népszavazás alapján Liechtenstein hercege vétóval élhet bármely olyan törvény felett, amelyet a Landtag (parlament) javasol, és fordítva. A herceg jogosult bármely választott tisztviselőt vagy kormányzati alkalmazottat elbocsátani. Azonban, ellentétben egy abszolút monarchával, az emberek népszavazást kérhetnek a hercegi uralom megszüntetésére. Monaco hercege hasonló hatalommal rendelkezik: nem bocsáthat el választott tisztviselőt vagy kormányzati alkalmazottat, de ő választja ki az államminisztert, a kormány tanácsát és a bírákat.
- Muszlim monarchiák közé tartozik Brunei, Bahrein, Jordánia, Kuvait, Omán, Katar, Szaúd-Arábia és az Egyesült Arab Emírségek, amelyek abszolút monarchiák, de vegyes típusúak, mivel léteznek valamilyen képviseleti testületek, de az uralkodók megőrzik a legtöbb hatalmukat. Malajzia és Marokkó alkotmányos monarchiák, de uralkodóik jelentősebb hatalommal rendelkeznek, mint az európai megfelelőik.
- Kelet- és Délkelet-Ázsiában néhány alkotmányos monarchia található, ahol az uralkodó szerepe korlátozott vagy ceremoniális. Ilyen monarchiák például Bhután, Kambodzsa, Japán és Thaiföld. Thaiföld 1932-ben alakult át hagyományos abszolút monarchiából alkotmányos monarchiává, míg Bhután 2008-ban tette ugyanezt. Kambodzsában, miután megszabadultak a francia gyarmati uralomtól, visszaállították a monarchiát, de a Vörös Khmer hatalomra jutása után eltörölték. Végül 1993-ban, a békeszerződések révén helyreállították a monarchiát.
- Más szuverén monarchiák. Négy monarchia, Tonga, Szváziföld, Lesotho és a Vatikán nem illeszkedik az előző csoportok egyikébe sem, földrajzi vagy monarchiai típusuk miatt. Közülük Lesotho és Tonga alkotmányos monarchiák, míg Szváziföld és a Vatikán abszolút monarchiák.
  - Szváziföld egyre inkább diarchiaként van számon tartva. Az uralkodó, vagyis Ngwenyama, együtt uralkodik édesanyjával, a Ndlovukati-val, akik a dualista államfői szerepet osztják meg, eredetileg a politikai hatalom ellenőrzésére. Az Ngwenyama azonban az államadminisztráció vezetőjeként van számon tartva, míg a Ndlovukati vallási és nemzeti vezetőként, ami az utóbbi években nagyrészt szimbolikus szereppé vált.
  - A pápa a Vatikán abszolút monarchája, mivel ő a római katolikus egyház feje és Róma püspöke. Ő választott, nem örökölt uralkodó. A pápa megválasztásához nem szükséges, hogy a terület polgára legyen, mielőtt a bíborosok megválasztanák.
- Nem szuverén monarchiák. A nem szuverén monarchia vagy alárendelt monarchia olyan rendszer, amelyben a monarchikus államforma vezetője (legyen az földrajzi terület vagy etnikai csoport), valamint maga az állam is egy szuverén állam hatáskörébe tartozik. Példák erre a nem szuverén monarchiákra: Malajzia, az Egyesült Arab Emirátusok emírségei, a Sulu Szultánsága, az Afro-Bolíviai Monarchia, a Máltai Lovagrend, Nigéria hagyományos főnökségei, valamint Uganda királyságai.

## Utódlási vonalak
A fennálló szuverén monarchiák némelyikének utódlási vonalai a középkorba vagy az ókorba nyúlnak vissza:
- A kambodzsai királyok azt állítják, hogy Soma királynőtől származnak (1. század), bár a történelmi feljegyzések az "Utó-Angkoridőszak" (15–16. század) során megszakadnak. Az első valódi egységes Kambodzsai Királyság 802-ben alakult meg. Kambodzsában a monarchia 1970 és 1993 között megszűnt.
- Dániában a késő 7. századtól egészen az öreg Gormig léteznek javaslatok a lehetséges öröklési vonalra, de ezek közül egyik sem nyert még egyetemes elfogadást. Dániában a legtöbb uralkodó Gorm király apjától, Harthacnuttól származik, és minden dán uralkodó 1047 óta Estrid Svendsdatter királynő leszármazottja. A hivatalos öröklési törvényt csak 1665-ben fogadták el Dániában.
- Japánban hagyományosan azt tartják, hogy Dzsinmu császárral indult.az öröklési vonal. Az első hiteles történelmi bizonyítékok a 6. századi Kinmei császárral kezdődnek. Japán a világ legrégebbi folyamatos örökletes monarchiájának számít.
- Norvégia királyai I. Harald leszármazottai, aki 872-ben egyesítette a királyságot. A 930-as évektől kezdve nem minden norvég király volt Harald leszármazottja; legalább hét vagy nyolc norvég király 970 és 1859 között nem volt a királyi család tagja.
- A Spanyol Királyság a Katalán és León-i Királyságok, valamint Aragónia öröklési vonalaiból származik, amelyeket a Reconquista során alapítottak a 10–11. században. A spanyol monarchiát kétszer is eltörölték kisebb időszakokra a 19. és 20. században (1873–1874 és 1931–1947).
- Az Egyesült Királyság és a Nemzetközösség királyságai az 1701-es Utódlási Törvény alapján, Zsófia hannoveri választófejedelemné öröksége révén öröklik a trónt. Zsófia I. Jakab unokája volt, aki 1603-ban örökölte és egyesítette Anglia, Skócia és Írország királyságait (Koronák Uniója). Az angol trón öröklése a 6. században alapított Cerdic-házból ered, míg a skót trón a 6. század környékén kezdődő történelmi nyilvántartás szerint a Pikt királyoktól származik.

## Jelenlegi monarchiák
| Monarchia                             | Hivatalos név | Uralkodó tisztsége    | Uralkodó                                       | Kormányfői cím         | Monarchia típusa               |
| ------------------------------------- | --- | --------------------- | ---------------------------------------------- | ---------------------- | ------------------------------ |
| Andorra                               | Katalánul: Principat d'Andorra | Társfejedelem         | Joan-Enric Vives i Sicília és Emmanuel Macron  | Miniszterelnök         | Parlamentáris                  |
| Antigua és Barbuda                    | Angolul: Antigua and Barbuda | Király                | III. Károly brit Király                        | Miniszterelnök         | Parlamentáris                  |
| Ausztrália                            | Angolul: Commonwealth of Australia | Király                | III. Károly brit Király                        | Miniszterelnök         | Parlamentáris                  |
| Bahama-szigetek                       | Angolul: Commonwealth of The Bahamas | Király                | III. Károly brit Király                        | Miniszterelnök         | Parlamentáris                  |
| Bahrein                               | Arabul: Mamlakat al- Baḥrayn | Király                | Hamad bahreini király                          | Miniszterelnök         | Félig alkotmányos              |
| Belgium                               | Németül: Königreich Belgien Hollandul: Koninkrijk België Franciául: Royaume de Belgique | Király                | Fülöp belga király                             | Miniszterelnök         | Parlamentáris                  |
| Belize                                | Angolul: Belize | Király                | III. Károly brit Király                        | Miniszterelnök         | Parlamentáris                  |
| Bhután                                | Dzonghka nyelven: Druk Gyal Khap | Király                | Dzsigme Keszar Namgyal Vangcsuk bhutáni király | Miniszterelnök         | Félig alkotmányos              |
| Brunei                                | Malájul: Negara Brunei Darussalam | Szultán               | Hassanal Bolkiah brunei szultán                | Szultán                | Abszolút                       |
| Kambodzsa                             | Khmer nyelven: Preăh Réachéanachâk Kâmpŭchéa | Király                | Norodom Szihamoní kambodzsai király            | Miniszterelnök         | Parlamentáris                  |
| Kanada                                | Angolul és Franciául : Canada | Király                | III. Károly brit Király                        | Miniszterelnök         | Parlamentáris                  |
| Dánia                                 | Dánul: Kongeriget Danmark Feröeriül: Kongsríki Danmark Grönlandi nyelven: Kunngeqarfik Danmarki | Király                | X. Frigyes dán király                          | Miniszterelnök         | Parlamentáris                  |
| Szváziföld                            | Szvázi nyelven: Umbuso weSwatini Angolul: Kingdom of Eswatini | Király                | III. Mswati szváziföldi király                 | Miniszterelnök         | Abszolút                       |
| Grenada                               | Angolul: Grenada | Király                | III. Károly brit Király                        | Miniszterelnök         | Parlamentáris                  |
| Jamaica                               | Angolul: Jamaica | Király                | III. Károly brit Király                        | Miniszterelnök         | Parlamentáris                  |
| Japán                                 | Japánul: 日本国 (Nihon-koku) | Tennó                 | Naruhito japán császár                         | Miniszterelnök         | Parlamentáris                  |
| Jordánia                              | Arabul: المملكة الأردنية الهاشمية (Al-Mamlaka al-Urdunnijja Al-Hāšimijja | Király                | II. Abdullah jordán király                     | Miniszterelnök         | Félig alkotmányos              |
| Kuvait                                | Arabul: دولة الكويت (Davlat al-Kuvajt) | Emír                  | Misál kuvaiti emír                             | Miniszterelnök         | Félig alkotmányos              |
| Lesotho                               | Szotó nyelven: Muso oa Lesotho Angolul: Kingdom of Lesotho | Király                | III. Letsie lesothói király                    | Miniszterelnök         | Parlamentáris                  |
| Liechtenstein                         | Németül: Fürstentum Liechtenstein | Herceg                | II. János Ádám liechtensteini herceg           | Miniszterelnök         | Parlamentáris                  |
| Luxemburg                             | Luxemburgiul: Groussherzogtum Lëtzebuerg Franciául: Grand-Duché de Luxembourg Németül: Großherzogtum Luxemburg | Nagyherceg            | Henrik luxemburgi nagyherceg                   | Miniszterelnök         | Parlamentáris                  |
| Malajzia                              | Malájul: Malaysia | Yang di-Pertuan Agong | Ibrahim Ismail                                 | Miniszterelnök         | Parlamentáris és Föderális     |
| Monaco                                | Monacóiul: Principatu de Múnegu Franciául: Principauté de Monaco | Herceg                | II. Albert monacói herceg                      | Államminiszter         | Félig alkotmányos              |
| Marokkó                               | Arabul: المملكة المغربية (Al-Mamlakah Al-Maghribiyah) Berber nyelven: ⵜⴰⴳⵍⴷⵉⵜ ⵏ ⵍⵎⵖⵔⵉⴱ (Tageldit n Lmeɣrib) | Király                | VI. Mohammed marokkói király                   | Miniszterelnök         | Félig alkotmányos              |
| Hollandia                             | Hollandul: Koninkrijk der Nederlanden Nyugat-fríz nyelven: Keninkryk fan de Nederlannen | Király                | Vilmos Sándor holland király                   | Miniszterelnök         | Parlamentáris                  |
| Új-Zéland                             | Angolul: New Zealand Maori nyelven: Aotearoa | Király                | III. Károly brit Király                        | Miniszterelnök         | Parlamentáris                  |
| Norvégia                              | Bokmål nyelven Kongeriket Norge Nynorsk nyelven: Kongeriket Noreg Északi-számi nyelven: Norgga gonagasriika | Király                | V. Harald norvég király                        | Miniszterelnök         | Parlamentáris                  |
| Omán                                  | Arabul: سلطنة عُمان (Szaltana Omán) | Szultán               | Hajszam ománi szultán                          | Szultán                | Abszolút                       |
| Pápua Új-Guinea                       | Angolul: Independent State of Papua New Guinea Tok piszin nyelven: Independen Stet bilong Papua Niugin Hiri motu nyelven: Papua Niu Gini | Király                | III. Károly brit Király                        | Miniszterelnök         | Parlamentáris                  |
| Katar                                 | Arabul: دولة قطر (Davlat Katar) | Emír                  | Tamím katari emír                              | Miniszterelnök         | Parlamentáris                  |
| Saint Kitts és Nevis                  | Angolul: Federation of Saint Christopher and Nevis | Király                | III. Károly brit Király                        | Miniszterelnök         | Parlamentáris                  |
| Saint Lucia                           | Angolul: Saint Lucia | Király                | III. Károly brit Király                        | Miniszterelnök         | Parlamentáris                  |
| Saint Vincent és a Grenadine-szigetek | Angolul: Saint Vincent and the Grenadines | Király                | III. Károly brit Király                        | Miniszterelnök         | Parlamentáris                  |
| Szaúd-Arábia                          | Arabul: المملكة العربية السعودية (Al-Mamlakah Al-Arabijah Asz-Szaúdijah) | Király                | Szalman szaúdi király                          | Miniszterelnök         | Abszolút                       |
| Salamon-szigetek                      | Angolul: Solomon Islands | Király                | III. Károly brit Király                        | Miniszterelnök         | Parlamentáris                  |
| Spanyolország                         | spanyolul: Reino de España katalánul: Regne d’Espanya baszkul: Espainiako Erresuma | Király                | VI. Fülöp spanyol király                       | Miniszterelnök         | Parlamentáris                  |
| Svédország                            | Svédül: Konungariket Sverige | Király                | XVI. Károly Gusztáv svéd király                | Miniszterelnök         | Parlamentáris                  |
| Thaiföld                              | Thai nyelven: ราชอาณาจักรไทย (Rāch xāṇācạkr thịy) | Király                | X. Ráma thaiföldi király                       | Miniszterelnök         | Parlamentáris                  |
| Tonga                                 | Tongai nyelven: Puleʻanga Fakatuʻi ʻo Tonga Angolul: Kingdom of Tonga | Király                | VI. Tupou tongai király                        | Miniszterelnök         | Félig alkotmányos              |
| Tuvalu                                | Angolul: Tuvalu | Király                | III. Károly brit Király                        | Miniszterelnök         | Parlamentáris                  |
| Egyesült Arab Emírségek               | Arabul: دولة الإمارات العربية المتحدة (Dawlat al-Imārāt al-'Arabīyah al-Muttaḥidah) | Emír                  | Mohammed bin Zájed al-Nahján abu-dzabi emír    | Miniszterelnök         | Félig alkotmányos és Föderális |
| Egyesült Királyság                    | Angolul: United Kingdom of Great Britain and Northern Ireland Velszi nyelven: Teyrnas Unedig Prydain Fawr a Gogledd Iwerddon Ír nyelven: Ríocht Aontaithe na Breataine Móire agus Thuaisceart Éireann Skót gael nyelven: Rìoghachd Aonaichte Bhreatainn agus Èirinn a Tuath | Király                | III. Károly brit Király                        | Miniszterelnök         | Parlamentáris                  |
| Vatikán                               | Latinul: Status Civitatis Vaticanae Olaszul: Stato della Città del Vaticano | Pápa                  | Ferenc pápa                                    | Pápai Bizottság elnöke | Abszolút                       |

Wallis és Futunában Franciaország tengerentúli területén a Csendes-óceán déli részén, három főnökség található: Uvea, Alo és Sigave, amelyek uralkodóit helyi nemesi családok választják meg.